# Vizion Plus
Vizion Plus är en privatägd TV-kanal bildad år 1999 i Tirana i Albanien. Kanalen är en del av WAZ-Mediengruppe och Edil-Al. Per år 2002 var kanalen den sjätte största i Albanien med en tittarandel på 3,4 %. 
Mellan år 2007 och 2011 hade kanalen köpt rättigheterna till programmet Zonë e Lirë, ett av Albaniens mest populära talkshowprogram med Arjan Çani som programledare. På senare år har kanalen sänt bland annat den albanska versionen av Let's Dance och humorprogrammet Apartamenti 2XL.